# Саянское кольцо (маршрут)
Сая́нское кольцо́ — туристический маршрут, проходящий по городам Красноярского края, Хакасии и Тувы, в которых сохранились уникальные памятники истории и культуры, центрам народных ремёсел, археологическим памятникам. Количество и состав городов в конкретном маршруте может быть разным. Ниже перечислены населённые пункты, которые входят в разные маршруты.
Города Саянского кольца принадлежат к трем регионам: Красноярскому краю, республике Тува и республике Хакасия.
Лучше всего путешествовать по Саянскому кольцу в летнее время. В Саянское кольцо входят пять основных населенных пунктов — Красноярск, Дивногорск, Абакан, село Шушенское и Кызыл. Остальной список (Минусинск, Саяногорск, Кызыл-Мажалык, Аскиз и др.) является дискуссионным: эти города либо не всегда входят в состав маршрута, либо их посещение не связано с историческими и культурными особенностями.

## Источник
- «Саянское кольцо» // Природа : журнал. — Москва: Наука, 1970. — С. 101—102.